# Liste der Wappen in der Metropolitanstadt Sassari

Lage der Metropolitanstadt in Italien

Die Liste der Wappen in der Metropolitanstadt Sassari zeigt die Wappen der Gemeinden in der Metropolitanstadt Sassari der autonomen Region Sardinien in der Italienischen Republik. In dieser Liste sind die Wappen jeweils mit einem Link auf die Gemeinde angezeigt.

## Wappen der Metropolitanstadt Sassari

Wappen der Metropolitanstadt Sassari

## Wappen der Gemeinden der Metropolitanstadt Sassari

Aggius
Aglientu
Alà dei Sardi
Alghero
Anela
Ardara
Arzachena
Badesi
Banari
Benetutti
Berchidda
Bessude
Bonnanaro
Bono
Bonorva
Bortigiadas
Borutta
Bottidda
Buddusò
Budoni
Bultei
Bulzi
Burgos
Calangianus
Cargeghe
Castelsardo
Cheremule
Chiaramonti
Codrongianos
Cossoine
Erula
Esporlatu
Florinas
Giave
Golfo Aranci
Illorai
Ittireddu
Ittiri
La Maddalena
Laerru
Loiri Porto San Paolo
Luogosanto
Luras
Mara
Martis
Monteleone Rocca Doria
Monti
Muros
Nughedu San Nicolò
Nule
Nulvi
Olbia
Olmedo
Oschiri
Osilo
Ossi
Ozieri
Padria
Padru
Pattada
Perfugas
Ploaghe
Porto Torres
Pozzomaggiore
Putifigari
Romana
San Teodoro
Sant’Antonio di Gallura
Santa Maria Coghinas
Santa Teresa Gallura
Sedini
Semestene
Sennori
Siligo
Sorso
Stintino
Telti
Tempio Pausania
Tergu
Thiesi
Tissi
Torralba
Trinità d’Agultu e Vignola
Tula
Uri
Usini
Valledoria
Viddalba
Villanova Monteleone